# USA ved vinter-OL 2014
USA deltog ved vinter-OL 2014 i Sotji, som blev afholdt i perioden 7. til 23. februar 2014.

## Medaljer
| 2014 Sotji | Guld | Sølv | Bronze | Total |
| USA        | 9    | 7    | 12     | 28    |

USA fik tre guld-, to sølv- og to bronzemedaljer i freestyle skiløb (Moguls, Slopestyle og Halfpipe).